# Dendronephthya guggenheimi
Dendronephthya guggenheimi is een zachte koraalsoort uit de familie Nephtheidae. De koraalsoort komt uit het geslacht Dendronephthya. Dendronephthya guggenheimi werd in 1933 voor het eerst wetenschappelijk beschreven door Roxas. 